# Natuurpark Oleni Roetsji
Natuurpark Oleni Roetsji (Russisch: природный парк "Оленьи Ручьи"; prirodny park "Oleni Roetsji"; 'Oleni Roetsji' kan worden vertaald als "hertenbeek") is een natuurreservaat in de Centrale Oeral met de status van bijzonder beschermd natuurgebied. Het ligt op ongeveer 130 kilometer ten zuidwesten van de stad Jekaterinenburg in het district Nizjneserginski van de Russische oblast Sverdlovsk en omvat een deel van het stroomgebied van de benedenloop van de rivier de Serga en een deel van de Bardymrug, tussen de stad Nizjnieje Sergi in het noorden en het dorp Arakajevo in het zuiden. De oppervlakte van het park bedraagt 12.700 hectare. Het park is opengesteld voor het toerisme.

## Ligging
Het park is gelegen op de grens van de loofbossen van de westelijke Oeral en de bossteppe rond de Oefa. Het park is onder andere ingesteld vanwege zijn bijzondere geomorfologische en geologische bodemgesteldheid en de aanwezige flora en fauna. 

## Bestuur
Het parkbestuur is gevestigd in het dorp Bazjoekovo in hetzelfde district en is per spoor bereikbaar vanaf Jekaterinenburg via het dorp Droezjinino (vier uur), per marsjroetka vanaf onder andere Michajlovsk, Arti en Nizjnieje Sergi en per autoweg.
Het parkbestuur probeert de recreatiedruk (bezoekersstromen) en andere negatieve effecten op de natuur zo veel mogelijk beperkt te houden door bestuurlijke maatregelen, het aanwijzen van plaatsen waar voorzieningen mogen worden geleverd, het uitzetten van wandel- en skiroutes, het zelf organiseren van toeristenkampen en door het uitgeven van brochures met informatie over het natuurpark, alsook door informatieverstrekking in het gebied rond het park.
Economische activiteiten, zoals landbouw en jacht, zijn verboden in het park. Er mag alleen vee grazen.

## Natuurmonumenten
In het natuurpark bevinden zich de volgende natuurmonumenten:
- de rots Dyrovaty kamen (een heuvel met een hoogte van 257,6 meter)
- de rots Ljagoesjka ("kikker")
- de Droezjba-grot ("vriendschapsgrot")
- de Arakajevskaja-grot
- een grote doline
- het Mytkinymeer

## Ontstaansgeschiedenis
Het landschap van het park kreeg zijn huidige vorm over de loop van honderden miljoenen jaren. Zo werden lagen kalksteen afgezet op de zeebodem in het Paleozoïcum, werden bergruggen omhoog gedrukt aan het begin van het Mesozoïcum en erodeerde het kalksteen vervolgens langzaam weg, waardoor veel grotten, grillige rotsformaties op de oevers van de rivieren, trechters en aardstortingen werden gevormd.
Uit de vele plantenrelicten in het park vallen historische klimaatwisselingen en de daarmee gepaard gaande veranderingen in de plantenwereld af te leiden. Uit archeologische opgravingen is de ontwikkeling van de dierenwereld in het gebied terug te lezen over het laatste millennium alsook de geschiedenis van de menselijke bewoning in het gebied, die in elk geval teruggaat tot 12.000 v.Chr.

## Flora en fauna

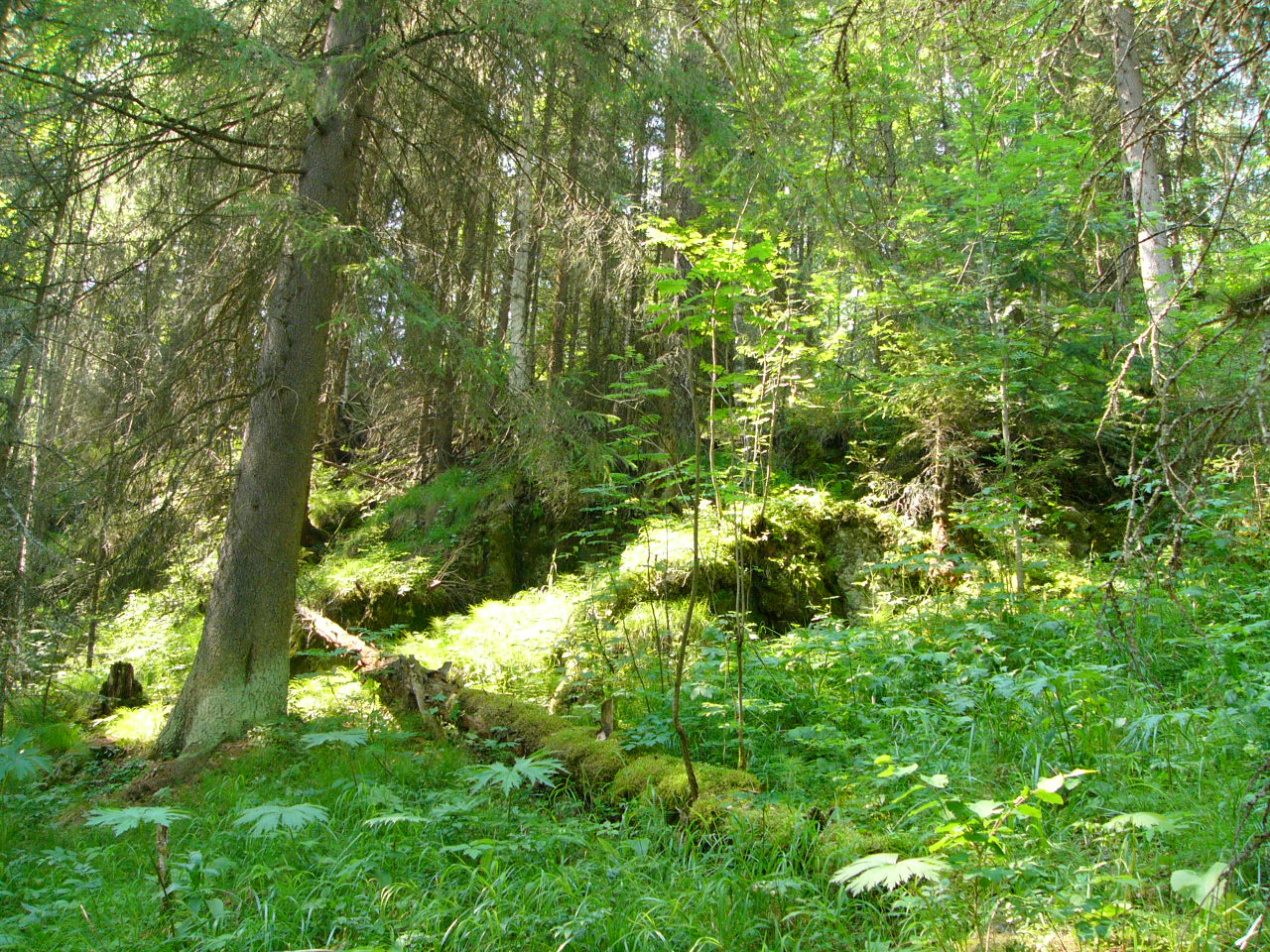
Vegetatie bij het pad langs de rivier

Door de lokale topografische variatie en de aanwezigheid van een scheidingsbarrière in de vorm van de rivier de Serga kent het gebied een grote variëteit aan plant- en diersoorten.
De plantenwereld wordt gedomineerd door taiga en bossteppe. Esdoorns, iepen en linden groeien zij aan zij met sparren en zilversparren op de westelijke hellingen van de Bardymrug en eilanden met stepperelicten zijn verspreid langs de vallei van de Serga ten noorden van Nizjnieje Sergi. In het park bevindt zich ook een grote variëteit aan levende fossielen van planten. Door metalen trappen wordt geprobeerd om de planten op de grote doline te beschermen tegen vertrapping.
Zoogdieren in het gebied zijn de eland, Sorex-spitsmuissoorten (taigasoorten), wilde zwijnen, reeën, hamsters en Mustela-marters (bossteppesoorten).
De bever kwam hier van nature voor, maar stierf uit in de jaren 20 van de 20e eeuw. In de jaren 70 kwamen de bevers echter terug naar de plek en begin 21e eeuw waren er veel beverholen en aangeknaagde bomen te vinden langs de Serga. In haar zijrivieren bouwen ze dammen, waardoor het lokale waterverloop is veranderd.
Het park is geen overblijfsel van de 'ongerepte Oeral'. Net als de hele Centrale Oeral (afgezien van zapovednik Visimski) is elk stukje ervan aangepast door menselijke activiteiten van de laatste 250 jaar. In het park werd onder andere steenkool afgebrand, naar ijzererts gedolven, dieren te weide gelaten, gedeelten werden als hooiland gebruikt, er werden wilde bijen gehouden en er werd gejaagd, er werden dorpen gebouwd en er werden stuwdammen aangelegd. De sporen hiervan zijn tot op heden aanwezig.

## Geschiedenis
In 1964 werd de monografie Fysisch-geografische karakteristieken van het zuidwesten van de oblast Sverdlovsk en enkele vraagstukken over de bescherming van de natuur in dit gebied (Физико-географическая характеристика юго-запада Свердловской области и некоторые вопросы охраны природы этой территории) door V. Prokajev geschreven, waarin voor het eerst op een wetenschappelijke manier de noodzaak van het instellen van een natuurpark werd uiteengezet.
In 1973 steunden het bureau van het regionaal comité van de CPSU van Sverdlovsk en het uitvoerend comité het plan om een natuurpark te stichten. In 1975 werd door de Staatsuniversiteit van de Oeral een studentengroep ingesteld voor natuurbescherming, met als hoofddoelstelling de instelling van een natuurpark. In 1984 werd een van de leiders daaran door een stroper gedood, waardoor er een verandering ontstond in het denken over de methoden van natuurbescherming. Een jaar later werd de groep opgeheven. In 1988 werd het coöperatief "Oleni Roetsji" opgezet (later een Besloten vennootschap met beperkte aansprakelijkheid; товарищество с ограниченной ответственностью), dat het werk voor de oprichting van het park voortzette en zich verder onder andere bezighield met het opzetten van een recreatie-infrastructuur in het gebied.
In 1992 werd door de districtsautoriteiten het besluit tot de inrichting van een natuurpark in het district Nizjneserginski genomen. In dat jaar werd een netwerk van zomertoeristkampen opgezet en werden excursies en toeristenwedstrijden opgezet. Tevens werd een start gemaakt met het verkrijgen van financiering voor de ontwikkeling van het park door het provinciale ecologische fonds. Met name brouwerij Tropa en haar directeur waren verantwoordelijk voor een groot deel van de sponsoring hiervan. In 1997 werd een sociaal fonds opgezet voor de ondersteuning van het natuurpark en werd hard gewerkt aan het voltooien van de voorzieningen en het opstellen van documenten voor de organisatie van het park. Op 28 oktober 1999 leverden al deze voorbereidingen de creatie op van het natuurpark Oleni Roetsji door het bestuur van oblast Sverdlovsk, alsook de juridische status van bijzonder beschermd natuurgebied voor de vallei van de Sergarivier.
In 2000 werd een bezoekersregeling ingesteld, waarbij toeristen het park mogen binnenkomen ten oosten van het dorp Bazjoekovo en de vallei van de Serga tussen de "karstbrug" (Карстовый мост) en het "Fedotov-ravijn" (Федотов лог) mogen bezoeken.